# Reaction Engines Limited
Reaction Engines Limited est une compagnie britannique basée dans le Oxfordshire. Fondée en 1989 par l'ingénieur Alan Bond (en) (aussi ingénieur sur le projet Daedalus), Richard Varvill et John Scott-Scott (les deux principaux ingénieurs du projet de moteur RB545 (en) de Rolls-Royce, la compagnie conduit des recherches dans le domaine de la propulsion spatiale, centrée sur le développement de l'avion spatial réutilisable Skylon. Les trois fondateurs travaillèrent ensemble sur le projet HOTOL, dont le financement s'arrêta en 1988, en grande partie due aux problèmes techniques pour sa mise au point. Les projets Skylon et le moteur SABRE qui le propulsera sont développés sur fonds propres pour résoudre ces obstacles techniques.
Les efforts de recherche de la compagnie sont dirigés sur les échangeurs de chaleur de haute technologie pour l'industrie aérospatiale, avec des revenus venant également de contrats de consultance. La compagnie a aussi reçu des financements venant de l'Union européenne pour l'étude de ces technologies dans le transport supersonique de passagers à longue distance avec le projet LAPCAT et développe en parallèle un projet d'avion spatial sans pilote, le Skylon.
Le 5 février 2008, la compagnie a annoncé un projet d'avion de transport de passagers hypersonique (Mach 5+), le A2.